# 施泰因海尔环形山
施泰因海尔环形山（Steinheil）是月球正面位于崎岖的东南高地上的一座大撞击坑，约形成于39.2-38.5亿年前的酒海纪，其名称取自十九世纪德国物理学家、天文学家暨发明家和工程师卡尔·奥古斯特·冯·施泰因海尔(Carl August Steinheil，1801年-1870年)，1935年被国际天文学联合会批准接受。

## 描述
该陨坑与西南部分覆盖的大小相似的瓦特环形山，二者形成了一对突出的连环坑。它的东北毗邻马利特环形山，而西北则坐落了巨大的环壁平原-让桑环形山。陨坑中心月面坐标为48°43′S 46°40′E / 48.71°S 46.66°E，
直径63.28公里，深度2.72公里。
施泰因海尔环形山外观大致圆形，已经历了一些后续的撞击侵蚀。其西侧坑壁略微外鼓，西南侧内壁则较其它部分更平缓，坑壁高出周边地形1230米，内部容积约3448公里3。沿内外坑壁上覆盖有数座细小的月坑，其中最醒目的是一座位于东北内侧壁底部的碗状撞击坑。坑内地表较为平坦，除一些小月坑外，没有中央峰或其它典型的地貌结构。

## 卫星陨石坑
按惯例，最靠近施泰因海尔环形山的卫星坑将在月图上以字母标注在它的中心点旁边。
| 施泰因海尔 | 纬度    | 经度    | 直径    |
| ---------- | ------- | ------- | ------- |
| E          | 44.9° S | 47.6° E | 16 公里 |
| F          | 45.3° S | 48.4° E | 21 公里 |
| G          | 45.6° S | 49.9° E | 19 公里 |
| H          | 45.7° S | 46.9° E | 20 公里 |
| K          | 48.6° S | 51.9° E | 5 公里  |
| X          | 47.6° S | 45.8° E | 17 公里 |
| Y          | 47.3° S | 45.1° E | 16 公里 |
| Z          | 46.4° S | 45.4° E | 23 公里 |

## 参引资料
1. 1 2 3  Lunar Impact Crater Database
2. ↑   (PDF).   [2016-10-13]. （原始内容存档 (PDF)于2016-12-13）.
3. ↑  .   [2016-10-13]. （原始内容存档于2017-07-31）.
4. ↑  .   [2016-10-13]. （原始内容存档于2014-12-18）.
5. ↑  Autostar Suite Astronomer Edition. CD-ROM. Meade, April 2006.
6. ↑  Bussey, B.; Spudis, P. . New York: Cambridge University Press. 2004. ISBN 0-521-81528-2.